# Heinrich Enneking
Heinrich Enneking (* 8. Juni 1855 in Borringhausen ; † 4. November 1947 ebenda) war ein Politiker der  Deutschen Zentrumspartei.

## Leben
Enneking war Landwirt und Brennereibesitzer in Borringhausen (Gemeinde Damme). Nach dem Besuch der Volksschule in Damme und der Bürgerschule in Schapen absolvierte er anschließend die Brennereifachschule in Berlin-Charlottenburg. Nach dem frühen Tod seines Vaters übernahm er im Alter von 20 Jahren die Brennerei und den landwirtschaftlichen Betrieb der Familie in Damme. Wie sein Vater betätigte auch er sich aktiv in der Kommunal- und Landespolitik. Von 1890 bis 1905 war er Gemeindevorsteher von Damme. 1894 wurde er Mitglied des Amtsvorstandes Vechta. Von 1904 bis 1911 gehörte er als Zentrumsabgeordneter dem oldenburgischen Landtag an. 1911 überwarf er sich mit seiner Partei und gewann in einem erbittert geführten Wahlkampf als unabhängiger Kandidat den Wahlkreis, den er bis 1919 im Landtag vertrat. Nach der Novemberrevolution wurde er am 23. Februar 1919 in den 1. Oldenburgischen Landtag gewählt. Der 1. Landtag war die verfassungsgebende Landesversammlung. Nach Verabschiedung der Landesverfassung wurde am 6. Juni 1920 ein neuer Landtag gewählt. Bei den Neuwahlen von 1920 verzichtete er auf eine weitere Kandidatur. Sein Nachfolger wurde  Franz Meyer.